# Gloria Rehm
Gloria Rehm (* in Fritzlar) ist eine deutsche Opernsängerin im Stimmfach Koloratursopran.

## Leben
Gloria Rehm studierte in Berlin bei Kammersänger Bernd Riedel. Erste solististische Auftritte hatte sie im Konzerthaus Berlin. Nach ihrem Studium war sie von 2011 bis 2014 Ensemblemitglied an der Oper Köln, wo sie unter anderem Partien wie Stasi in Die Csárdásfürstin, Eliza Doolittle in My Fair Lady, Blonde in Die Entführung aus dem Serail, Lauretta in Gianni Schicchi und Ännchen in Der Freischütz sang. An der Oper Köln sprang sie, als Najade besetzt, 2011 auch kurzfristig als Zerbinetta in Ariadne auf Naxos ein.
Ab der Spielzeit 2014/15 war sie bis zu Ende der Spielzeit 2018/19 fest am Hessischen Staatstheater Wiesbaden verpflichtet. Sie trat dort unter anderem als Despina in Così fan tutte, als Adina in L’elisir d’amore, als Gilda in Rigoletto, als Oscar in Un ballo in maschera und in den Mozart-Rollen Blonde, Konstanze und Königin der Nacht auf.
Sie gastiert seither an zahlreichen Bühnen in Deutschland und im Ausland. In der Spielzeit 2016/17 sang sie an der Deutschen Oper am Rhein mit großem Erfolg die Zerbinetta in Ariadne auf Naxos. In der Spielzeit 2017/18 debütierte sie an der Wiener Volksoper in der Rolle der Königin der Nacht. In der Spielzeit 2017/18 debütierte sie als Fiakermilli in Arabella an der Bayerischen Staatsoper in München. Im Februar 2020 debütierte sie an der Deutschen Oper Berlin als Blonde in Die Entführung aus dem Serail. In der Spielzeit 2021/22 übernahm sie an der Oper Leipzig die Rolle der Musetta in einer Neuinszenierung von La Bohème. Im November 2023 sang sie im Concertgebouw Amsterdam die Stimme des Waldvogels in Richard Wagners Siegfried. 2024 gastierte sie als Ännchen in Der Freischütz und als Morgana in Alcina bei den Bregenzer Festspielen. In der Spielzeit 2024/25 sang Gloria Rehm an der Deutschen Oper am Rhein die Königin der Nacht in Die Zauberflöte.
Sie gastierte weiters an der Staatsoper Dresden (als Konstanze, Blonde, Fiakermilli und Königin der Nacht), an der Oper Frankfurt (als Blonde und als Königin der Nacht), an der Komischen Oper Berlin (als Königin der Nacht), am Aalto-Musiktheater in Essen (als Gilda), am Stadttheater Schaffhausen (als Konstanze), beim Maggio Musicale Fiorentino (als Zerbinetta) und am National Theater in Taipeh. 
Zu ihren wichtigen Bühnenrollen zählen Blonde und Konstanze sowie Königin der Nacht in den Mozart-Opern Die Entführung aus dem Serail und Die Zauberflöte, Zerbinetta in Ariadne auf Naxos und Gilda in Rigoletto. Gloria Rehm übernimmt außerdem regelmäßig Aufgaben in Opern, die nach 1945 komponiert wurden. 2016 sang sie bei den Internationalen Maifestspielen Wiesbaden die Marie in Die Soldaten von Bernd Alois Zimmermann. Zu ihren modernen Repertoire gehören außerdem Inanna in Babylon von Jörg Widmann, La sua compagna in Nonos Intolleranza 1960 und Madame La Mort in Das Floß der Medusa von Hans Werner Henze.

## Aufnahmen
- Oskar Gottlieb Blarr: Jesus-Passion, Cybele Records 2018
- Mozart: Die Entführung aus dem Serail (DVD)

## Auszeichnungen
- 2013: 1. Preis beim Richard-Strauss-Wettbewerb in München[3]
- 2017: Deutscher Theaterpreis Der Faust für die Interpretation der Marie in Die Soldaten[3]